# Tengerésznóta

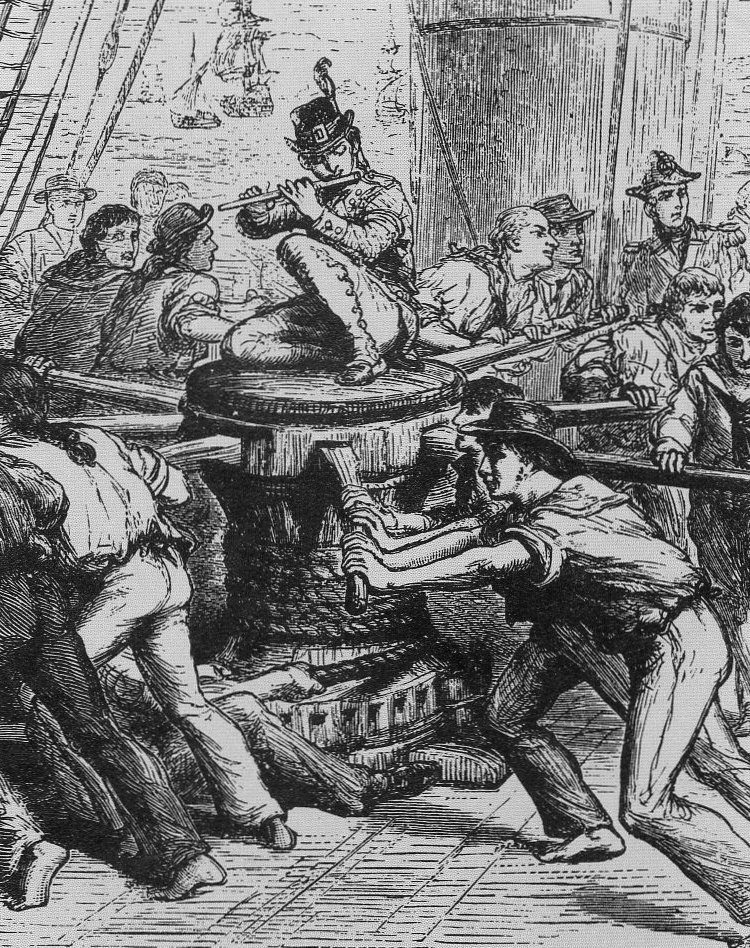
Csörlőt hajtó matrózok, a munkadalt zenész kíséri

A tengerésznóta, angolul: shanty, chantey vagy „sea shanty”, matróznóta, a vitorlásokon dolgozó tengerészek munkadala. Az angol szó a francia eredetű chanter (énekelni) igéből származik.

## Eredete
A shanty eredetileg tengerész munkadal volt.
Virágkorát a XV. századtól a 20. század első feléig (a gőzhajózás korának végéig) élte. A legismertebb dalok a 19. századból valók, de néhányuk a 17.-ből származik.
Amikor a fedélzeten az emberi izomerő volt az egyedüli erőforrás, a tengerésznótáknak nagyon praktikus okuk volt: a dalok ritmusa szinkronizálta a matrózok mozdulatait a monoton ismétlődő munkamozzanatok végrehajtásánál. A dalokat természetesen nemcsak munkavégzéskor énekelték. Énekelni, a nótázást hallgatni a kikapcsolódás egyik fajtája is, elűzi az unalmat, felvidítja az állandó és kőkemény munkában megfáradt tengerészeket.
A legtöbb shanty kétszólamú. Az angol „call and response” néven nevezi ezeket, azaz „hívó” és „válaszoló” szólama van. A „shantyman” énekel egy sort, a kórus (a többi tengerész) válaszol. A Boney című dal esetében:
```
   Shantyman: Boney was a warrior,
   Többiek: Way, hey, ya!
   Shantyman: A warrior and a terrier,
   Többiek: Jean-François!
```

Hangsúlyt mindig a kórus válaszának utolsó szótagja kapott, erre a szótagra esett az erőkifejtés.

## Tengerésznóták fajtái

### Halyard, long-haul, long-drag
A halyard nótákat akkor énekelték, amikor fel kellett vonni a vitorlát, és ez előreláthatólag hosszabb ideig
tartott. Ilyen munka volt például a csúcsvitorlák felvonása. Általában két húzás esett a kórusra, mint:
„Way, hey, Blow the man down!”
```
 Példák: 
Hanging Johnny, Blow the Man Down
```

### Short-drag, short-haul, sheet
Akkor énekelték ezeket a dalokat, amikor a vitorla felvonása nem tartott sokáig, de ez alatt a rövid idő alatt igen nagy erőkifejtésre volt szükségük a munkában résztvevőknek. 
A kórus minden sorára csak egy, de annál erőteljesebb húzás esett.
```
   Példák: 
Boney, Haul on the Bowline
```

### Capstain shanty
Amikor a horgonyt kellett felhúzni a horgonykötelet egy hatalmas csörlő dobjára kellett felcsévélni. A munka végzésekor a csörlőbe dugott gerendáknak feszültek, és körbe-körbe jártak. A horgonyhúzó nóták vagy capstain shantyk sokkal monotonabb dalok, mint a többi tengerészdal, hiszen itt nem kell „belehúzni”.
Nagyon sok dal van erre a munkára.
```
 Néhány ezek közül: 
Santianna, Paddy Lay Back, Rio Grande, South Australia,

                    
John Brown’s Body
 (ez utóbbi egy katonai induló 
adaptációja
).
```

### Stamp-’n’-Go Shanties
Ezek a nóták csak olyan hajó fedélzetén hangzottak fel, ahol nagy számú volt a legénység, ugyanis ez egy olyan vitorlafelvonási módhoz tartozó ének, amihez sok ember kellett.
A tengerészek hátat fordítottak a vitorlának, a vállukra vették a felhúzókötelet, és elindultak hátrafelé, közben énekelték a dalt, és a lábukkal dobbantották a ritmust. Amikor már nem volt hely a „sétára”, egy másik csapat fogta meg a kötelet, és indultak vele, átvéve a dalt is. Ezekben a dalokban hosszú volt a kórus, hasonlóan a horgonyhúzó nótákhoz.
Stan Hugill írja: „A Drunken Sailor jó példája a »stamp-’n’-go« daloknak, más néven a sétáló shantyknak, és ezek voltak az egyedüli megengedett munkadalok a haditengerészetnél. Népszerűek voltak a nagyszámú személyzettel dolgozó hajókon amikor a felvonták a vitorlákat.”
```
Példák: 
Drunken Sailor
, 
Roll the Old Chariot
```

### Pumping Shanties
A pumping shanties szivattyúzó dalok. Minden fából készült hajóba valahol beszivárog a víz. Egy speciális tere volt (van) a hajóknak, ahol a beszivárgott víz összegyűlt: a bilge, vagy magyarul a fenékkút. Ezt a vizet rendszeresen ki kellett szivattyúzni. Ez egy „két emberes szivattyú” volt. Sok pumping shanty ugyanaz volt mint a capstain (horgonyhúzó) shanty, és ez érvényes volt vica versa is.
```
Példák: 
Strike The Bell, Shallow Brown, Barnacle Bill the Sailor, Lowlands
```

### Fo’c's’le (Forecastle) Songs or Forebitters
Fo’c’s’le (Forecastle) Songs vagy Forebitters, azaz „picó” vagy „foxli” nóták
A shantyk munkadalok, amelyeket kizárólag munka közben énekeltek. Azonban a tengerészek saját gyönyörködtetésükre és szórakoztatásukra a foxliban is énekeltek, ahol a szállásuk volt. Jó időben a próván gyűltek össze és a bitákon ülve nótáztak. (próva=orrfedélzet, bita=kikötőbak)
Amíg a shanty mindig tengerész témájú, a Forecastle songs nemcsak a tengerészéletről szólt…
A foxli a magyar tengerészek szóhasználata a hajóorrban levő szálláshely elnevezése.
```
Példák: 
Rolling Down To Old Maui, Paddy and the Whale
```

A fenti kategóriák nem az egyedüli lehetséges felosztás. A matrózok a nótákat át- meg áttették az egyik kategóriából a másikba, úgy, hogy a szükséges munkához igazították a dalok ritmusát. Az egyedüli szabály, amit követtek, hogy a hazatérésről szóló dalokat csak az út hazavezető szakaszán énekelték. Más dalok nagyon jellegzetesek voltak.
A Leave Her, Johnny Leave Her (Time for Us to Leave Her címen is ismert a dal) című nótát akkor énekelték, amikor hazaérkezés után, partralépés előtt befejezték a hajófenék szárazra szivattyúzását.
A Poor Old Man (vagy más néven Poor Old Horse vagy The Dead Horse) című nótát énekelték, amikor ledolgozták a havi vagy az útra felvett előleget.